# Pierre-Yves Balut
Pour les articles homonymes, voir Balut.
Pierre-Yves Balut , né en 1948, est un enseignant-chercheur français (maître de conférences HDR) en archéologie moderne et contemporaine à l'université Paris-Sorbonne. Il dirige le Centre d’archéologie générale qu’il a fondé avec Philippe Bruneau (professeur d’archéologie grecque à l’université de Paris-Sorbonne), ainsi que la revue RAMAGE. Il est membre du Centre André-Chastel.

## Biographie
Pierre-Yves Balut occupe un poste d'enseignement universitaire complet en archéologie moderne et contemporaine en France. Élu à ce titre en 1978 à l'université Paris-Sorbonne, puis maître de conférences en 1990, habilité en 2003, il poursuit un enseignement et la recherche en anthropologie de l’art. Son rapport d’habilitation à diriger les recherches portait sur la Défense et illustration de l’archéologie moderne et contemporaine.
Pierre-Yves Balut et le professeur Philippe Bruneau ont, depuis 1977, donné un fondement universitaire et scientifique à l’extension de l’archéologie aux périodes modernes et contemporaines, à une archéologie générale, à une anthropologie de l’art.

Cette extension chronologique de la discipline archéologique, de l’Antiquité grecque au monde moderne et contemporain, peut se comprendre comme la prise en compte systématique du matériel récent et suivant les démarches habituelles de la discipline archéologique.

Elle se fonde épistémologiquement sur une anthropologie générale rendant compte de toutes les manifestations de la raison humaine, bâtie à partir de la théorie de la médiation de Jean Gagnepain (professeur de linguistique à l’université de Rennes II). Pierre-Yves Balut a publié avec Philippe Bruneau Artistique et archéologie en 1997.
Pierre-Yves Balut a ainsi contribué à la théorie du raisonnement archéologique, à l’analyse de la méthode et des objectifs scientifiques de l’archéologie, à une redéfinition des rapports de l’archéologie avec l’histoire de l’art et surtout l’histoire, ainsi qu’à la mesure de ses conséquences politiques et professionnelles en matière de patrimoine.

L’archéologie moderne et contemporaine est illustrée par des études sur le funéraire contemporain, dont il a organisé la problématique hors des descriptions ou des narrations historiques communes. Sur ce thème, il a soutenu son doctorat (L’archéologie de la mort dans l’Occident contemporain) puis son habilitation à diriger les recherches (Autopsie du funéraire. Pour un modèle d’analyse du culte et de son équipement).
Il a lancé les études d’anthropologie médiationiste de l’art, en élaborant des modèles d’analyse fondés sur les processus humains engagés : à propos des cultes funéraires et divins; sur le vêtement et même paradoxalement, sur l’art contemporain.
Pierre-Yves Balut poursuit son enseignement à l'université Paris-Sorbonne à travers ses cours, séminaires de masters et séminaires doctoraux et lors des « Rencontres d’archéologie générale » qui se tiennent depuis 2001. Ses cours et séminaires, abordent l’archéologie de l’enfance, des activités (théâtre, danse, cirque, sport), des équipements fiduciaires et monétaires.
Ses thèmes de recherche ont été l’occasion de nouer des partenariats avec l’Institut français de la mode (IFM) ou l'École nationale supérieure des arts appliqués et des métiers d'art (ENSAAMA) « Olivier de Serres ». 
Les travaux de Pierre-Yves Balut ont été édités notamment dans la revue Ramage. Sa Théorie du vêtement a été quant à elle publiée en 2014 aux Éditions L'Harmattan.